# Areva Solar
Areva Solar est une ancienne filiale du groupe nucléaire français Areva, spécialisée dans la conception, la fabrication et l'installation de générateurs de vapeur solaire à concentration.
Areva Solar est née de l’acquisition en 2010 d’Ausra, une entreprise créée en 2006. Areva Solar développe la production d’énergie solaire thermique à concentration (CSP) grâce à la technologie CLFR (Compact Linear Fresnel Reflector technology, ou réflecteur à miroirs de Fresnel linéaires). Depuis août 2014, Areva souhaite de se retirer de l'industrie solaire.

## Histoire
Ausra a été créée en 2006. Le groupe Areva a racheté Ausra en février 2010 et a renommé la société « Areva Solar » à cette occasion. 
Cette acquisition a permis à Areva de devenir un acteur sur le marché de l’énergie solaire à concentration et d’élargir son portefeuille de solutions dans les énergies renouvelables.
En aout 2014, Areva annonce son souhait de se retirer de l'industrie solaire. La branche énergie solaire du groupe Areva est finalement liquidé en 2015.

## Organisation
Areva Solar faisait partie de l'entité Énergies Renouvelables du groupe Areva. Areva Solar était présent aux États-Unis, en Inde ainsi qu’en Arabie Saoudite. 

## Technologie
Areva Solar est spécialisée dans la conception, le développement et l'exécution de projets grande envergure de centrales solaires à concentration (Concentrated Solar Power ou CSP). Areva a développé la solution CLFR (Compact Linear Fresnel Reflector technology, ou réflecteur à miroirs de Fresnel linéaires).
La technologie CLFR utilise des miroirs plats et modulaires, qui orientent la chaleur du soleil vers des récepteurs situés sur des tuyaux contenant de l’eau. La concentration des rayons du soleil fait bouillir l’eau à l’intérieur des tuyaux, produisant ainsi de la vapeur saturée et surchauffée. Cette vapeur est ensuite utilisée pour produire de l’électricité ou pour des procédés industriels utilisant la vapeur.
Areva compte, début 2014, plus de 300 MW d'installations solaires en opération, construction ou développement[pas clair].
Areva propose des solutions CSP modulaires, dotées de générateurs à partir de 5 MW et des installations CSP de 20 à 250 MW, offrant 3 applications pour la génération directe de vapeur :
- Centrale solaire thermique et centrale hybride solaire-carburant fossile autonomes ;
- Vapeur additionnelle pour des centrales à énergie fossile ou centrales biomasse ;
- Vapeur issue de la concentration de l'énergie solaire pour une transformation industrielle, dont la récupération assistée des hydrocarbures et la désalinisation.

## Projets
Areva propose depuis plusieurs années des solutions solaires à concentration, pour les centrales nouvelles ou existantes.  
Parmi les projets majeurs d'Areva Solar :

### aux États-Unis
- La centrale solaire de Kimberlina (5 MWe) située à Bakersfield en Californie est la première centrale construite et mise en service dans cet État depuis près de 20 ans. Depuis son lancement, Kimberlina affiche des performances qui dépassent les attentes.

- Pour son projet d’extension solaire à concentration, la centrale H. Wilson Sundt, située à Tucson, en Arizona, a choisi la technologie CLFR (réflecteur à miroirs de Fresnel linéaires) de génération de vapeur solaire d’Areva[5]. L’installation CLFR permettra de produire jusqu’à 5 mégawatt (MWe) de capacité électrique additionnelle pendant les périodes de pointe sans augmenter les émissions de CO2. La centrale, dont la construction a commencé début 2014, devrait être opérationnelle à la fin de l’été 2014.

- Areva intègre son installation solaire à concentration CLFR au système de tests à sels fondus des laboratoires Sandia situés à Albuquerque au Nouveau-Mexique. Ce système intégrant la technologie CLFR permettra à Areva de disposer de solutions de stockage fiables et d’excellente qualité.

### en Inde
- Areva a été sélectionné en avril 2012 par le groupe indien Reliance Power Limited pour la construction de deux centrales CSP dans l’État du Rajasthan[6]. Ces centrales produiront 125 MWe chacune en utilisant la technologie CLFR d’AREVA. Le groupe fournit également des services d’assistance au pilotage du projet. La première tranche de cette centrale est en construction et sa mise en service est prévue pour la fin de l’année 2014.